# Dole, Vrba na Koroškem
Dole (nemško Duel) je naselje v Občini Vrba na Koroškem v Okraju Beljak-dežela na Koroškem v Avstriji.